# Valla, Mjölby kommun

Valla är en gård i Appuna socken, Mjölby kommun, Östergötlands län. Gården bestod av 2 mantal.

## Gårdar

### Norrgården
| År        | Namn                   | Levnadstid | Övrigt                                                                                                 |
| --------- | ---------------------- | ---------- | --- |
| 1775–1801 | Anders Ersson          | Född 1739  | Brukare                                                                                                |
| 1803–1812 | Carl Jönsson           | Född 1777  | Rusthållare                                                                                            |
| 1840–1880 | Anders Gustaf Carlsson | 1814-      | Ägare, brukare och kyrkvärd. Sonen Karl Augusti Gustafsson (född 1841) började bruka gården från 1869. |

På gården fanns 1880 en väderkvarn (mjölkvarn) med 2 par stenar samt en såg.

### Mellangården
| År        | Namn             | Levnadstid | Övrigt      |
| --------- | ---------------- | ---------- | ----------- |
| 1764–1801 | Sven Jonsson     | Född 1744  | Brukare     |
| 1807–1810 | Peter Svensson   | Född 1782  | Brukare     |
| 1811–1812 | Anders Andersson | Född 1787  | Rusthållare |

### Södergården
| År        | Namn                             | Levnadstid | Övrigt                                                         |
| --------- | -------------------------------- | ---------- | -------------------------------------------------------------- |
| 1780–1801 | Daniel Persson                   | Född 1745  | Brukare                                                        |
| 1803–1812 | Olof Nilsson                     | Född 1764  | Brukare                                                        |
| 1807–1809 | Carl Gabriel                     | Född 1765  | Brukare                                                        |
| 1876–1880 | Johan Larsson, Spentorp i Bjälbo |            | Ägde 5/6 av gården och den brukades av Anders Gustaf Carlsson. |
| 1876–1880 | Anders Gustaf Carlsson           | 1814-      | Ägde 1/6 av gården och brukade den.                            |